# Billy Fiske
William Meade Lindsley dit « Billy Fiske III », né le 4 juin 1911 à New York aux États-Unis et mort le 17 août 1940 à 29 ans dans la ville de Chichester en Angleterre, est un bobeur américain. Il a remporté le titre olympique à deux reprises en 1928 et en 1932.
Il fut aussi un des tout premiers pilotes américains à être tués au combat pendant la Seconde Guerre mondiale. Il était engagé à cette époque dans la Royal Air Force.

## Biographie
Fiske naît le 4 juin 1911 à New York dans l'arrondissement de Brooklyn. Il est le fils de Beulah et William Fiske, un banquier de la Nouvelle-Angleterre. Il a fréquenté l’École de Chicago, puis l'école en France en 1924 où il a découvert le bobsleigh à l'âge de 16 ans. Il a ensuite étudié l'économie et l'histoire au Trinity Hall de Cambridge en 1928.
En 1936, Ted Ryan a apporté quelques photographies de montagnes, près d'Aspen dans le Colorado, à Fiske. Elles avaient été donnés par un homme essayant de l'intéresser à investir dans un claim minier. Fiske et Ryan cependant, voyaient en elles en terrain idéal pour le ski alpin et une station de sports d'hiver. Cet établissement est semblable à celui où « Billy » a participé aux Jeux olympiques.
Fiske et Ryan ont visité Aspen, puis une ville minière abandonnée, elle fait partie de ces villes-champignons construites dans les années 1880. De nombreux logements abandonnés situés autour de la ville sont disponibles pour des prix très bas. Billy Fiske en a acheté un, alors que Ted Ryan avait établi des plans pour la construction d'un chalet de ski. Pour leur première saison, ils ont embauché de nombreux guides de montages, parmi eux le champion de ski et d'alpinisme suisse : André Roch, alors étudiant à Reed College dans l'Oregon. Le lodge a ouvert ses portes à la fin de l'année 1937, quelques semaines plus tard grâce au succès de la station, de nouvelles installations sont construites comme un téléski ou un bateau de remorquage.
Il a ensuite travaillé au bureau à Londres de Dillon, de Reed & Co et des banquiers de New York. Le 8 septembre 1938 il épousa Rose Bingham, comtesse de Warwick à Maidenhead.

### Carrière de bobeur
Lors des Jeux olympiques d'hiver de 1928, qui se sont déroulés à Saint-Moritz en Suisse, il était le pilote de l'équipe américaine de bobsleigh à cinq. Il a remporté la médaille d'or avec ses quatre compatriotes : Clifford Grey, Geoffrey Mason, Richard Parke et Nion Tucker. Il devient alors le plus jeune champion olympique aux Jeux olympiques d'hiver avec seulement 16 ans, il sera détrôné par le sauteur à skis finlandais Toni Nieminen en 1992.
Il participe à nouveau aux Jeux olympiques lors des JO de Lake Placid 1932 aux États-Unis. Il était le porte-drapeau de la délégation américaine lors de la cérémonie d'ouverture. Lors de cette édition, le règlement du bobsleigh a été modifié, il n'y a plus cinq bobeurs mais quatre. Il remporte à nouveau le titre olympique avec un chrono de 7 min 53 s 68. Ses coéquipiers étaient : Eddie Eagan, Clifford Grey (avec qui il a remporté le titre en 1928) et Jay O'Brien.
Billy Fiske a été inviter à diriger l'équipe américaine de bob à quatre lors des Jeux olympiques d'hiver de 1936 se déroulant à Garmisch-Partenkirchen en Allemagne. Mais il a refusé de participer, cette décision est due à son désaccord avec la politique allemande de cette époque. Ce qui peut également expliquer la raison pour laquelle il va se joindre à la guerre contre l'Allemagne nazie à partir de 1940.

### Seconde Guerre mondiale
Peu de temps avant le déclenchement de la Seconde Guerre mondiale, Fiske a été rappelé aux bureaux de New York de Dillon, Reed & Co, mais le 30 août 1938, il retourne en Angleterre accompagnant un collègue de la banque qui a également été membre du no 601 ( Comté de Londres) auxiliaire de la Royal Air Force. Fiske était l'un des sept américains ayant combattu pour la Grande-Bretagne, mais en raison de la neutralité des États-Unis, il se fit passer pour un canadien. Il rejoint la Royal Air Force en tant que volontaire, il a été promu au grade d'officier pilote le 23 mars 1940.
Fiske a entrepris sa formation de pilote au numéro 10 Elementary Flying Training School à Yatesbury dans le comté de Wiltshire, avant de passer à Brize Norton dans l'Oxfordshire pour la formation de vol avancé. En tant que citoyen américain, il a dû engager sa vie et sa loyauté au roi George VI avant d'être officiellement admis dans la Royal Air Force. Dans son journal, Fiske a écrit : « I believe I can lay claim to being the first US citizen to join the RAF in England after the outbreak of hostilities » ce qui signifie : Je crois que je peux prétendre à être le premier américain à se joindre à la RAF depuis le début des hostilités.
Le 12 juillet 1940, Fiske rejoint no 601 Squadron RAF à Tangmere dans le Sussex de l'Ouest, le soi-disant « escadrons millionnaires ». Sa première sortie avec l'escadron s'est effectuée le 20 juillet 1940 lorsqu'il a effectué plusieurs patrouilles. Le 16 août 1940 au milieu de la bataille d'Angleterre, l'avion de Fiske est bombardé par les Allemands. L'avion de Fiske était un Hawker Hurricane (numéro de code p. 3358). L'escadron de la Royal Air Force détruit huit Junkers Ju 87 allemand. Mais après quinze minutes de vol, un bombardier allemand touche d'une balle le réservoir de « Billy ».
Avec son avion gravement endommagé et ses mains et ses chevilles brûlées, il décida de se retirer du combat pour se poser sur un aérodrome. Bien qu'il ait atterri sans difficulté lors de son retour à Tangmere, Fiske a du être évacué par les ambulanciers. Peu de temps après, son réservoir de carburant a explosé. Billy Fiske a été transporté à l'Hôpital Royal West Sussex Chichester pour y être soigné. Mais il meurt 48 h plus tard à la suite de son opération, il avait 29 ans.
William Meade Lindsley a été enterré le 20 août 1940. Les six membres du personnel au sol de Tangmere étaient présents pour cette cérémonie. Son cercueil était recouvert de l'Union Jack et du Stars and Stripes.
Du rôle de Fiske dans la bataille d'Angleterre, Bill Bond, fondateur de la bataille d'Angleterre Historical Society, a écrit : « ...although Billy made several sorties he didn't shoot anything down, so that his impact on the battle in that respect was negligible, but he is most definitely still very much a hero in our book » ce qui signifie : bien que Billy ait fait plusieurs sorties, il n'a pas tiré une seule fois, de sorte que son impact sur la bataille à cet égard était négligeable, mais il est très certainement encore bien un héros dans notre livre. Il n'est pas le seul à avoir témoigné sur Fiske, le commandant d'escadrille du champion olympique, Sir Archibald a ajouté : « Unquestionably Billy Fiske was the best pilot I've ever known. It was unbelievable how good he was. He picked up so fast it wasn't true. He'd flown a bit before, but he was a natural as a fighter pilot. He was also terribly nice and extraordinarily modest, and fitted into the squadron very well ». Cela veut dire : incontestablement Billy Fiske était le meilleur pilote que j'ai jamais connu. C'était incroyable combien il était bon. Il avait volé un peu avant, mais il était tout naturel qu'il avait un don de pilote de chasse. Il était aussi terriblement agréable et extraordinairement modeste.

### Hommages

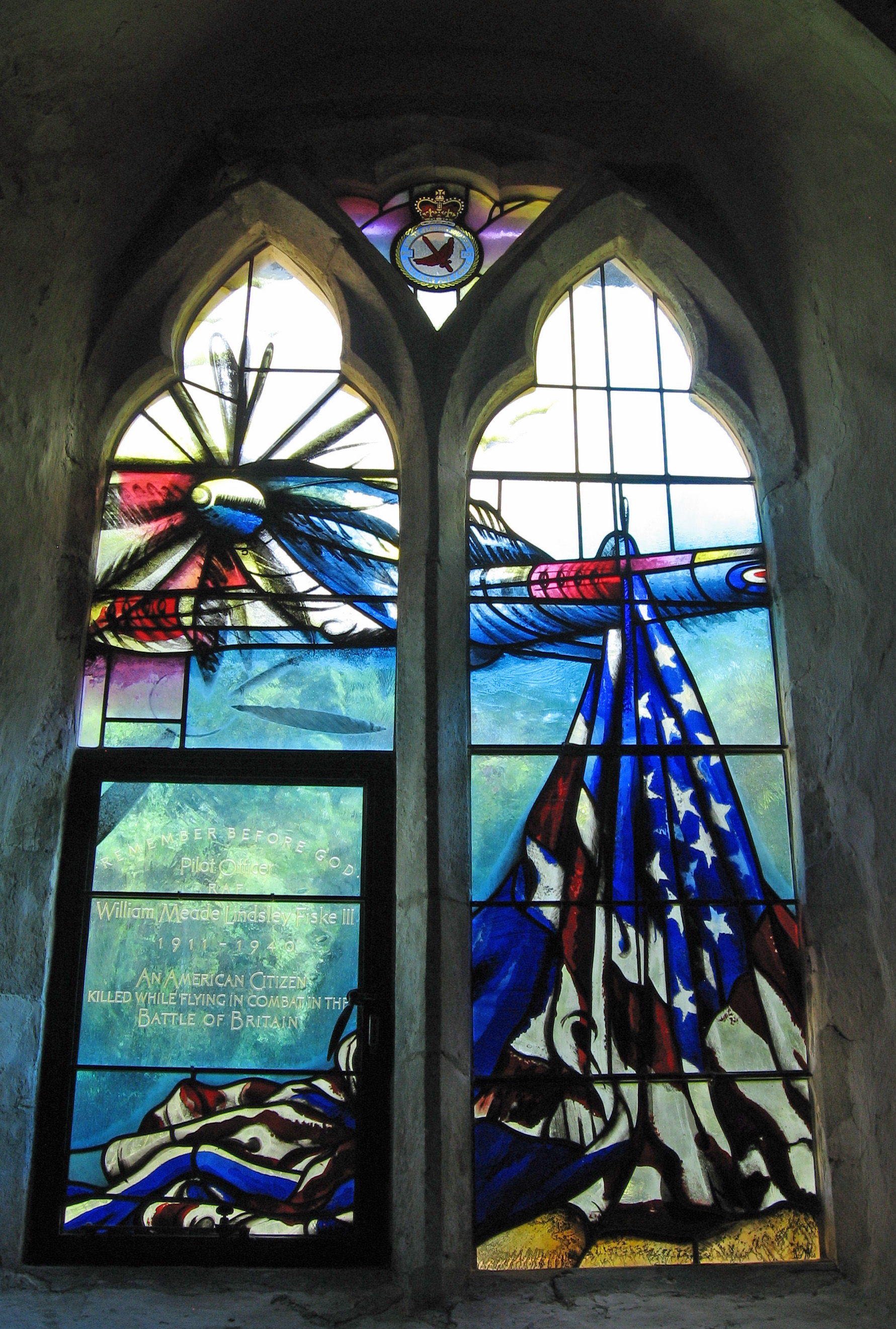
Vitrail a son honneur dans Boxgrove Priory.

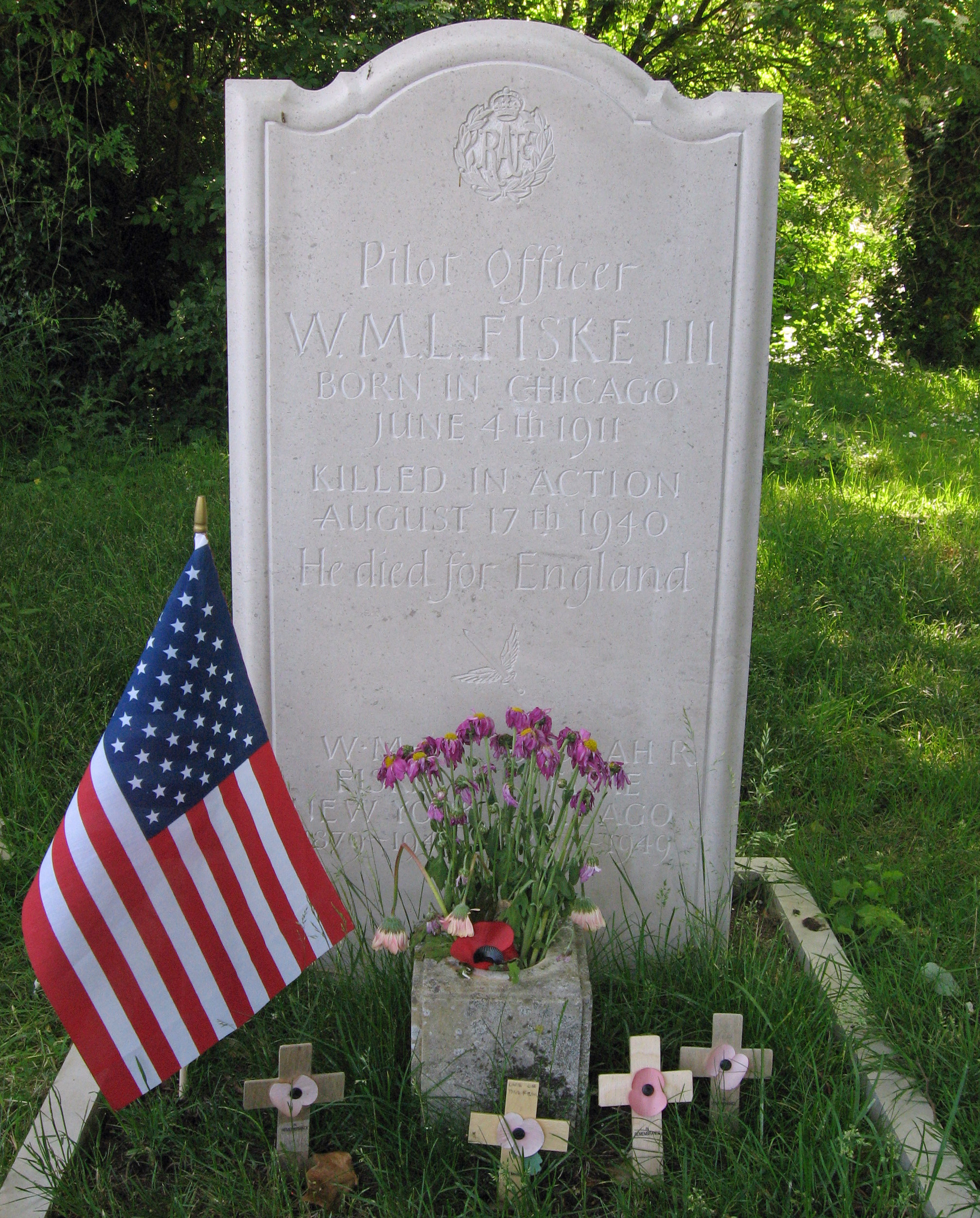
Tombe de Billy Fiske au cimetière de Boxgrove.

Fiske est enterré à Sainte-Marie & Saint-Blaise, cimetière de Boxgrove dans le comté de Sussex. L'inscription sur sa pierre tombale dit tout simplement : Il est mort pour l'Angleterre. L'enterrement a été rendu public à des fins de propagande. Un vitrail lui a été consacré le 17 septembre 2008 dans l'église de Boxgrove Priory. Lors de l'inauguration, de nombreux collègues de « Billy » étaient présents et même sa voiture, une Bentley verte, était garée devant l'église. Fiske est inscrit au Mémorial de la bataille d'Angleterre à Londres et au Mémorial de la bataille d'Angleterre à Capel-le-Ferne.
Le 4 juillet 1941, une plaque a été installée dans la cathédrale Saint-Paul de Londres. L'inscription dit : un citoyen américain est décédé pour que l'Angleterre puisse vivre. La décision de dévoiler cette plaque lors de la journée de l’Indépendance des États-Unis était probablement une décision politique. Puisque les États-Unis n'ayant pas officiellement rejoint la guerre, le Premier ministre britannique Winston Churchill a tenu à vulgariser l'histoire de Billy Fiske. La plaque a été inaugurée par Archibald Sinclair, le secrétaire d'État de l'air. Lors de cette cérémonie, il a déclaré : « Here was a young man for whom life held much. Under no kind of compulsion he came to fight for Britain. He came and he fought and he died. », ce qui signifie : Il y avait là un jeune homme qui tenait beaucoup à la vie. Sous aucune forme de contrainte, il est venu se battre pour la Grande-Bretagne. Il est venu et il s'est battu et il est mort.
Autre hommage rendu à Fiske dans la cathédrale Saint-Jean le Divin de New York où une plaque commémorative lui est dédiée dans la crypte. La fédération américaine de bobsleigh et de skeleton a créé le Billy Fiske Memorial Trophy en hommage posthume à Fiske. Le trophée est décerné au champion national.
En 2006, il est l'objet d'un documentaire (American Warrior: Billy Fiske) puis d'un jeu conçu par Red Valley Productions et basé sur sa vie : Billy Fiske: King of Speed.

## Palmarès
- Champion olympique du bob à cinq aux Jeux olympiques d'hiver de 1928 à Saint-Moritz ( Suisse)
- Champion olympique du bob à quatre aux Jeux olympiques d'hiver de 1932 à Lake Placid ( États-Unis)